# Cariucanga
Cariucanga é uma localidade do município de Tapauá, no estado do Amazonas, no Brasil.

## Etimologia
"Cariucanga" é um termo derivado da língua geral setentrional. Significa "ossos de cariús", através da junção de cariú (cariú, um povo indígena já extinto) e kanga (osso).